# Dendrobium juniperinum
Dendrobium juniperinum är en orkidéart som beskrevs av Rudolf Schlechter. Dendrobium juniperinum ingår i släktet Dendrobium, och familjen orkidéer. Inga underarter finns listade i Catalogue of Life.